# Latécoère 298
Latécoère 298 (občas zkráceně Laté 298) byl francouzský jednomotorový hydroplán, který sloužil během 2. světové války. Letoun byl navržen hlavně jako torpédový bombardér, ale sloužil také jako střemhlavý bombardér působící jak proti námořním tak i pozemním cílům a také jako námořní průzkumný letoun. Letoun byl robustní a spolehlivé konstrukce s dobrými manévrovacími schopnostmi. Jednalo se o nejúspěšnější francouzský válečný hydroplán, který sloužil po celou 2. světovou válku.

## Vývoj a popis
Návrh letounu má svůj původ v požadavku francouzského námořnictva na torpédový bombardér, který by nahradil nepříliš úspěšný letoun Laté 29, jenž v té době právě vstupoval do služby. Prototyp letounu, který byl znám pod označením Laté 298, byl postaven společností Latécoère v Toulouse v roce 1936 a poprvé vzlétl 8. května téhož roku.
Letoun byl navržen jako jednomotorový samonosný celokovový středoplošník, který byl poháněn kapalinou chlazeným dvanáctiválcovým vidlicovým motorem Hispano-Suiza 12Y s výkonem 880 k. Dva mimořádně velké plováky byly k trupu připevněny pomocí vzpěr, a v každém z nich byla umístěna i palivová nádrž na 260 l paliva.
Pod svým břichem mohl letoun nést rozličnou výzbroj podle prováděné mise. Tato výzbroj zahrnovala jedno torpédo Type 1926 DA nebo dvě bomby o hmotnosti 150 kg nebo hlubinné pumy. K další výzbroji patřily tři kulomety Darne ráže 7,5 mm. Dva z nich byly pevné střílející dopředu a jeden byl pohyblivý střílející dozadu.

## Operační historie
První letouny Laté 298 vstoupily do služby v říjnu 1938 u francouzského námořního letectva (Aéronautique Navale). Některé letouny působily na námořních základnách a další působily na nosiči hydroplánů Commandant Teste. V době vypuknutí 2. světové války byly těmito letouny vybaveny 4 „Escadrilles“ (letky) a v květnu 1940, kdy byla zahájena německá ofenzíva na západě, bylo ve službě 81 letounů u šesti letek.
Letouny Laté 298 zažily své první bojové akce během bitvy o Francii v roce 1940. Nejprve byly použity k námořnímu hlídkování při protiponorkové službě, k setkání s německými plavidly však nedošlo. Později, když Wehrmacht postupoval do nitra Francie, byly letouny použity k obtěžování a zastavování německých obrněných kolon. Ačkoliv nebyly letouny pro tento úkol konstruovány, vedly si poměrně dobře a utrpěly menší ztráty než jednotky vybavené jinými typy. Byly rovněž použity proti Italům v jižní Francii.
Po uzavření příměří v červnu 1940 byly zbylé letouny používány námořnictvem vichistického režimu a zajaté letouny byly zařazeny do služby u německé Luftwaffe.
Po operaci Torch začaly francouzské jednotky v severní Africe působit na straně Spojenců. Letouny Laté 298 začaly být používány pobřežním velitelstvím RAF (RAF Coastal Command) při akcích v severní Africe, přičemž často spolupracovaly s letouny Vickers Wellington.
Své poslední bojové mise letouny zažily při osvobozování Francie, kdy hlídkovaly u německých pobřežních zařízeních a útočily na německá plavidla.
Poslední letouny Laté 298 byly vyřazeny z aktivní služby v roce 1946 a sloužily dále jako cvičná letadla až do začátku 50. let 20. století.

## Varianty
Všechny varianty byly poháněny jedním motorem Hispano-Suiza 12Ycrs-1.
Laté 298.01
Prototyp letounu.
Laté 298A
První výrobní varianta s nesklopným křídlem pro působení z pozemních základen. Posádku tvořili tři muži (při letu s torpédem dva).
Laté 298B
Varianta se sklopným křídlem pro použití na nosičích hydroplánů. Letouny byly čtyřmístné – přidán letecký pozorovatel a měly zdvojené řízení.
Laté 298C
Nepostavená verze – pouze projekt.
Laté 298D
Varianta podobná 298B avšak bez sklopného křídla.
Laté 298E
Pozorovací varianta s pozorovací gondolou. Postaven jeden prototyp.
Laté 298F
Varianta podobná verzi 298D, ale bez zdvojeného řízení. Byla vyráběna ve vichistické Francii společností Breguet.
Laté 299
Třímístný průzkumný letoun/torpédový bombardér odvozený od typu Laté 298 poháněný motorem Hispano-Suiza 12Y-43 o výkonu 920 k. První let 7. července 1939. Postaveny dva prototypy.

## Specifikace (Laté 298D)
Technické údaje pocházejí z publikace „Aircraft of WWII“.

### Technické údaje
- Posádka: 2 – 4 (obvykle 3)
- Rozpětí: 15,5 m
- Délka: 12,56 m
- Výška: 5,22 m
- Nosná plocha: 31,6 m²
- Plošné zatížení: 152 kg/m²
- Prázdná hmotnost: 3 071 kg
- Vzletová hmotnost: 4 800 kg
- Pohonná jednotka: 1× pístový motor Hispano-Suiza 12Ycrs-1
- Výkon pohonné jednotky: 880 k (656 kW)

### Výkony
- Cestovní rychlost: 240 km/h ve výšce ? m
- Maximální rychlost: 290 km/h ve výšce 2 000 m
- Dolet: 1 000 – 2 200 km (s přídavnými nádržemi)
- Dostup: 5 100 m
- Výstup do 1 500 m: 5,7 min.

### Výzbroj
- 3× kulomet Darne ráže 7,5 mm
- 700 kg nesené výzbroje (torpédo, bomby, hlubinné nálože)

## Uživatelé
Francie
- Francouzské námořnictvo – letouny sloužily u předválečného francouzského námořnictva, ve vichistické Francii i u svobodných Francouzů.

 Německo
- Luftwaffe – používala ukořistěné stroje